# Giraud
Giraud ist ein französischer Familienname.

## Namensträger
- Albert Giraud (1860–1929), belgischer Schriftsteller
- André Giraud (1925–1997), französischer Energiemanager und Spiritus rector der Kernenergie in Frankreich
- Benjamin Giraud (* 1986), französischer Radrennfahrer
- Bernardino Giraud (1721–1782), italienischer Kardinal
- Brigitte Giraud (* 1960), französische Schriftstellerin
- Claude Giraud (1936–2020), französischer Schauspieler
- Etienne Giraud (1865–1920), französischer Automobilrennfahrer
- Eugène Giraud (1806–1881), französischer Maler und Kupferstecher
- Félix Giraud-Teulon (1816–1887), französischer Augenarzt und ein Pionier der Ophthalmoskopie
- Fiorello Giraud (1870–1928), italienischer Opernsänger (Tenor)
- Francis Giraud (1932–2010), französischer Politiker
- Georges Giraud (1889–1943), französischer Mathematiker
- Giovanni Giraud (1776–1834), französischer Autor
- Hélène Giraud (* 1970), französische Filmregisseurin und Artdirectorin
- Henri Giraud (1879–1949), französischer General
- Hervé Giraud (* 1957), französischer Geistlicher, Bischof von Soissons
- Hubert Giraud (1920–2016), französischer Musiker, Komponist und Songwriter
- Jean Giraud (Mathematiker) (1936–2007), französischer Mathematiker
- Jean Giraud (1938–2012), französischer Comic-Zeichner
- Jean-Louis Giraud-Soulavie (1751–1813), französischer Diplomat, Historiker und Geologe
- Jim Giraud (1882–1969), französischer Tennisspieler
- Joël Giraud (* 1959), französischer Politiker
- Johanna Giraud (* 1992), deutsch-französische Theater- und Filmschauspielerin sowie Synchronsprecherin
- Joseph-Étienne Giraud (1808–1877), französischer Insektenkundler
- Joyce Giraud (* 1975), puerto-ricanische Schauspielerin und Model
- Lodovico Giraud (1846–1882), italienischer Opernsänger (Tenor)
- Marc-Antoine Louis Felix Giraud-Teulon, siehe Félix Giraud-Teulon
- Marie-Louise Giraud (1903–1943), französische Frau, wegen Schwangerschaftsabbrüchen hingerichtet
- Maximin Giraud (1835–1875), Zeuge einer Marienerscheinung
- Michel Giraud (1929–2011), französischer Politiker
- Pat Giraud (1949–2021), französischer Jazzmusiker
- Pierre Giraud (1791–1850), französischer Kardinal
- Saman Giraud, österreichische Schauspielerin
- Sonja Giraud (* 1995), deutsche Fußballspielerin
- Sylvain-Marie Giraud (1830–1885), französischer römisch-katholischer Priester, Salettiner, Ordensoberer und Autor
- Théophile de Giraud (* 1968), belgischer Philosoph, Autor und Aktivist des Antinatalismus
- Valentin Giraud Moine (* 1992), französischer Skirennläufer
- Victor Giraud (Entdecker) (1858–1899), französischer Offizier und Forschungsreisender
- Victor Giraud (1868–1953), französischer Romanist, Journalist und Literaturwissenschaftler
- Yves Giraud (1937–2008), französischer Romanist und Literaturwissenschaftler
- Yves Giraud-Cabantous (1904–1973), französischer Rennfahrer